# Kąty (powiat kętrzyński)
Kąty (niem. Langeneck) – osada w Polsce położona w województwie warmińsko-mazurskim, w powiecie kętrzyńskim, w gminie Srokowo, sołectwo Siniec.
W latach 1975–1998 miejscowość administracyjnie należała do województwa olsztyńskiego.

## Historia
Po II wojnie światowej powstał tu PGR. PGR Kąty przed likwidacją wchodził jako zakład rolny w skład wielozakładowego przedsiębiorstwa o nazwie PPGR Srokowo.

## Dwór
Dwór w Kątach wybudowany został w drugiej połowie XIX wieku. Jest to budynek parterowy z dwupoziomowym ryzalitem w centralnej części elewacji frontowej. W ryzalicie okna pierwszego piętra zakończone są półkoliście, nad nimi okulus. Dwór przykryty jest dachem dwuspadowym. Naroża budynku i ryzalitu zdobione są sterczynaami.
Po II wojnie światowej pomieszczenia dworu wykorzystywane były na biura PGR i mieszkania pracowników.